# Agustín Álvarez
Agustín Álvarez Martínez (San Bautista, 19 de maio de 2001) é um futebolista profissional uruguaio que joga como atacante pelo Sassuolo.

## Carreira
Formado pela academia de juniores de Peñarol, Álvarez estreou-se profissionalmente no dia 13 de setembro de 2020, no empate sem gols contra o Montevideo City Torque. Ele marcou seu primeiro gol em 19 de setembro de 2020 em uma vitória por 3-1 da liga contra o Plaza Colonia .
Em 29 de agosto de 2021, ele foi convocado pela primeira vez para a seleção principal das eliminatórias para a Copa do Mundo da FIFA. Ele fez sua estreia em 5 de setembro de 2021, marcando um gol na vitória por 4 a 2 sobre a Bolívia.

## Estatísticas

### Clube
| Clube          | Temporada      | Liga             | Liga  | Liga | Copa  | Copa | Continental | Continental | Total | Total |
| Clube          | Temporada      | Divisão          | Jogos | Gols | Jogos | Gols | Jogos       | Gols        | Jogos | Gols  |
| -------------- | -------------- | ---------------- | ----- | ---- | ----- | ---- | ----------- | ----------- | ----- | ----- |
| Peñarol        | 2020           | Primera División | 25    | 10   | -     | -    | 5           | 0           | 30    | 10    |
| Peñarol        | 2021           | Primera División | 26    | 13   | -     | -    | 14          | 10          | 40    | 23    |
| Carreira total | Carreira total | Carreira total   | 38    | 23   | 0     | 0    | 17          | 9           | 70    | 33    |

| Seleção | Ano   | Jogos | Gols |
| ------- | ----- | ----- | ---- |
| Uruguai | 2021  | 1     | 1    |
| Total   | Total | 1     | 1    |

## Títulos

#### Peñarol
- Campeonato Uruguaio: 2021

### Prêmios individuais
- Artilheiro da Copa Sul-Americana de 2021: 10 gols